# Gold Frankincense & Disk Drive
Gold Frankincense & Disk Drive was een muziekgroep uit de omgeving van Leeds. De band bestond op een gegeven moment nog maar uit twee leden: Andy Tillison (bijnaam Disk Drive) en Guy Manning. De band heeft ongeveer vier jaar bestaan en viel toen uit elkaar. De band heeft twee elpees en een compact cassette uitgebracht en heeft in de laatste opstelling eenmaal opgetreden in Peterborough. Hun muziek was toen geïnpireerd op de muziek van Van der Graaf Generator en Peter Hammill. Daarbij hielp dat de stem van Tillison in die dagen een gelijkenis vertoonde met die van Hammill. De groep werd tijdens hun optreden begeleid door Hugh Banton, toetsenist van Van der Graaf Generator.  
De band bleek uiteindelijk de basis van Parallel or 90 Degrees en The Tangent.

## Discografie
- 1987: Where do we draw the line?
- 1989: Livecycle – a fractured view from the hard shoulder
- 1989: Running Rings (nooit uitgegeven, verscheen op No More Exotic Ways To Die)
- 1992: No More Travelling Chess (cassette), (1999, compact disc)